# Radogoszcz (osiedle)
Radogoszcz — obszar, znajdujący się po północnej stronie miasta Łodzi. Ze względu na historyczne wydarzenia, nazwę tę stosuje się w następujących przypadkach:
- Radogoszcz – osiedle administracyjne w Łodzi, na dawnej dzielnicy Bałuty, zamieszkiwane przez 31 715 osób.[1]
- Radogoszcz – dawna wieś oraz gmina, ulokowana pomiędzy Łodzią a Zgierzem, inkorporowana do Łodzi po II wojnie światowej[2].
- Radegast – dzielnica utworzona w czasie okupacji niemieckiej, podczas II wojny światowej, jedna z tzw. dzielnic zewnętrznych, obejmowała Radogoszcz i m.in. część Żabieńca, Teofilowa i Helenowa[3].

## Historia wsi Radogoszcz
Pierwsze wzmianki o Radogoszczu pochodzą z roku 1242, z dokumentu, w którym wieś jest wymieniona jako miejsce zjazdu książąt piastowskich, w którym miał uczestniczyć książę mazowiecki Konrad I. Wieś była siedzibą gminy o tej samej nazwie. W okresie Rzeczypospolitej Obojga Narodów wieś była wielokrotnie wymieniana w historycznych dokumentach podatkowych. Wieś znajdowała się w parafii Zgierz. Po rozbiorach Radogoszcz trafił do zaboru rosyjskiego. Już wówczas wieś była de facto przedmieściem rozwijającej się Łodzi. W 1888 znajdowało się w niej 33 domy, w których mieszkało 344 mieszkańców. Kolonia natomiast miała 121 domów oraz 991 mieszkańców. We wsi znajdował się urząd gminny oraz zakłady przemysłowe: fabryka mydła oraz cegielnia.
Po zakończeniu II wojny światowej wieś została włączona do Łodzi razem z okolicznymi terenami w ramach tzw. projektu Wielkiej Łodzi. Zamieszkiwało ją wówczas około 26 000 ludzi.

## Nazwa
Według językoznawcy dr Jana Grzeni z Uniwersytetu Śląskiego nazwa „Radogoszcz” jest rzeczownikiem rodzaju męskiego i wzorcowa forma miejscownika dla tej nazwy powinna brzmieć na Radogoszczu, a nie na Radogoszczy. Błąd polegający na odmienianiu tej nazwy jakby była rodzaju żeńskiego, wynika najprawdopodobniej z odmiany nazwy miasta Bydgoszcz. W okolicy Tarnowa znajduje się miejscowość również o nazwie Radogoszcz, jednak rodzaju żeńskiego i mieszkańcy tamtej miejscowości powinni stosować formę na Radogoszczy.

## DzielnicaRadegast

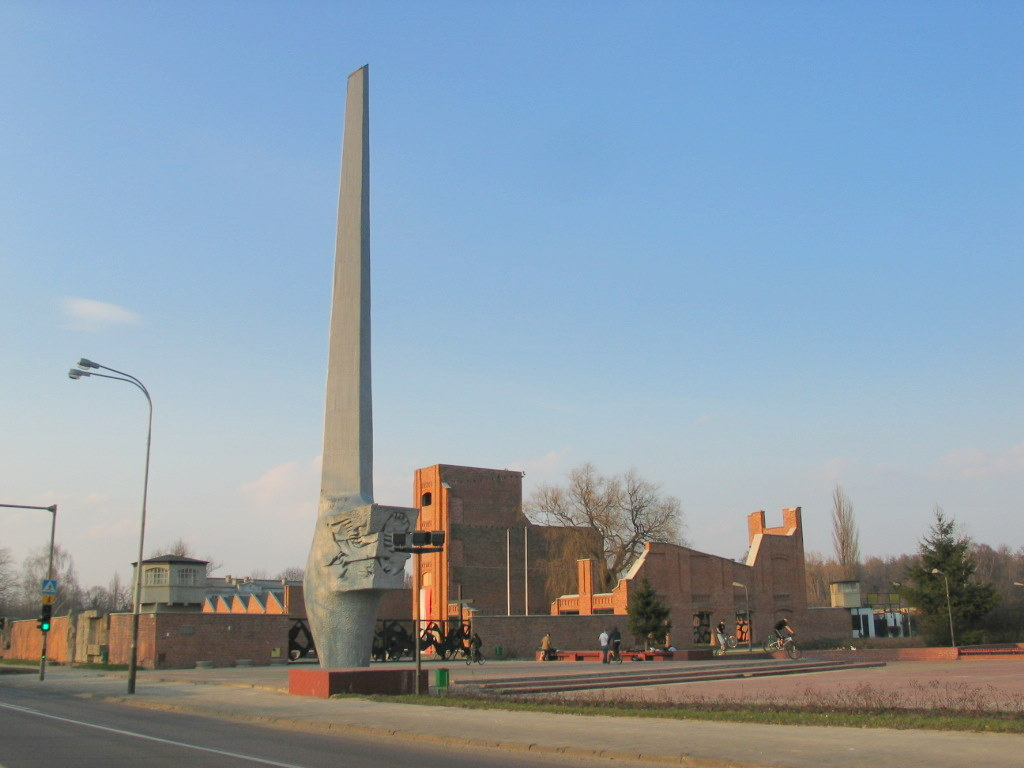
Plac Pamięci Narodowej z Pomnikiem Ofiar Hitleryzmu, w tle budynek starego więzienia – miejsca masakry z 1945 roku, obecnie Oddział Martyrologii Radogoszcz Muzeum Tradycji Niepodległościowych.

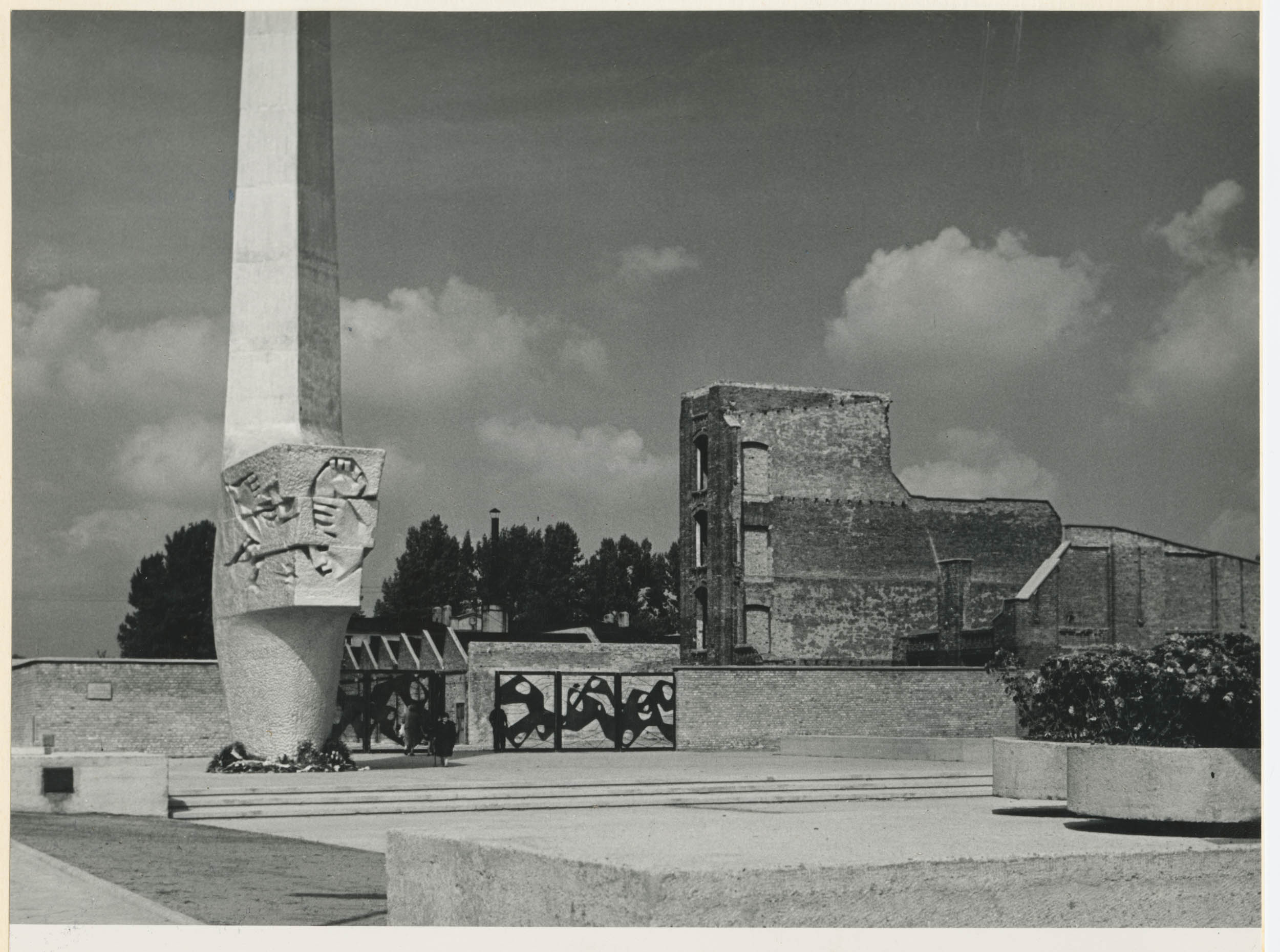
Mauzoleum na Radogoszczu około roku 1965, w tle widoczne ruiny więzienia, obecnie odrestaurowane.

Po włączeniu wsi Radogoszcz do III Rzeszy z dniem 1 stycznia 1940 wcielono ją do okupowanej Łodzi – Litzmannstadt. W późniejszym okresie (w czerwcu 1940) wieś uzyskała status jednej z dzielnic zewnętrznych, jako Radegast, obejmującą poza wsią Radogoszcz z przyległościami także fragmenty wsi Żabieniec, Teofilów czy Helenów.
Podczas okupacji na dzielnicy Radegast funkcjonował areszt przejściowy, z którego więźniowie trafiali do obozów koncentracyjnych – męskie Rozszerzone Więzienie Policyjne. Więźniowie przebywali w bardzo ciężkich warunkach i zaostrzonym rygorze. Kilkanaście godzin przed wejściem Armii Czerwonej do miasta Niemcy podjęli decyzję o podpaleniu więzienia. Nastąpiło to w nocy z 17 na 18 stycznia. W wyniku masakry zginęło blisko 1500 więźniów narodowości polskiej. Ocalało jedynie 30 więźniów.
Mimo że więzienie znajdowało się na osiedlu Julianów, to z powodu niemieckiego nazewnictwa przyjęła się również Polska nazwa więzienie Radogoszcz.
Współcześnie w budynku dawnego więzienia funkcjonuje oddział Muzeum Tradycji Niepodległościowych w Łodzi – Oddział Martyrologii Radogoszcz. Budynek więzienia został odrestaurowany w 2018 roku i otwarto w nim nowoczesną ekspozycję opisującą m.in. historię masakry. Obok muzeum powstał Plac Pamięci Narodowej, na którym ustawiony został Pomnik Ofiar Hitleryzmu w formie 30-metrowej iglicy upamiętniająca ofiary III Rzeszy w Polsce.

## Położenie i granice osiedla
Osiedle administracyjne Radogoszcz położone jest w północnej części dawnej łódzkiej dzielnicy Bałuty, przy granicy ze Zgierzem. Północną granicę osiedla stanowi granica Łodzi ze Zgierzem na skraju lasu. Zachodnią granicę stanowi linia kolejowa nr 15 relacji Łódź Kaliska – Zgierz, zaś wschodnią linia kolejowa nr 16 w relacji Łódź Widzew – Zgierz. Południowa granica przebiega korytem Sokołówki do alei Włókniarzy, którą kieruje się na południe do ulicy Świętej Teresy od Dzieciątka Jezus, gdzie skręca na wschód. Następnie ulicami Zgierską, Bema, Sikorskiego i Łagiewnicką do torów kolejowych.

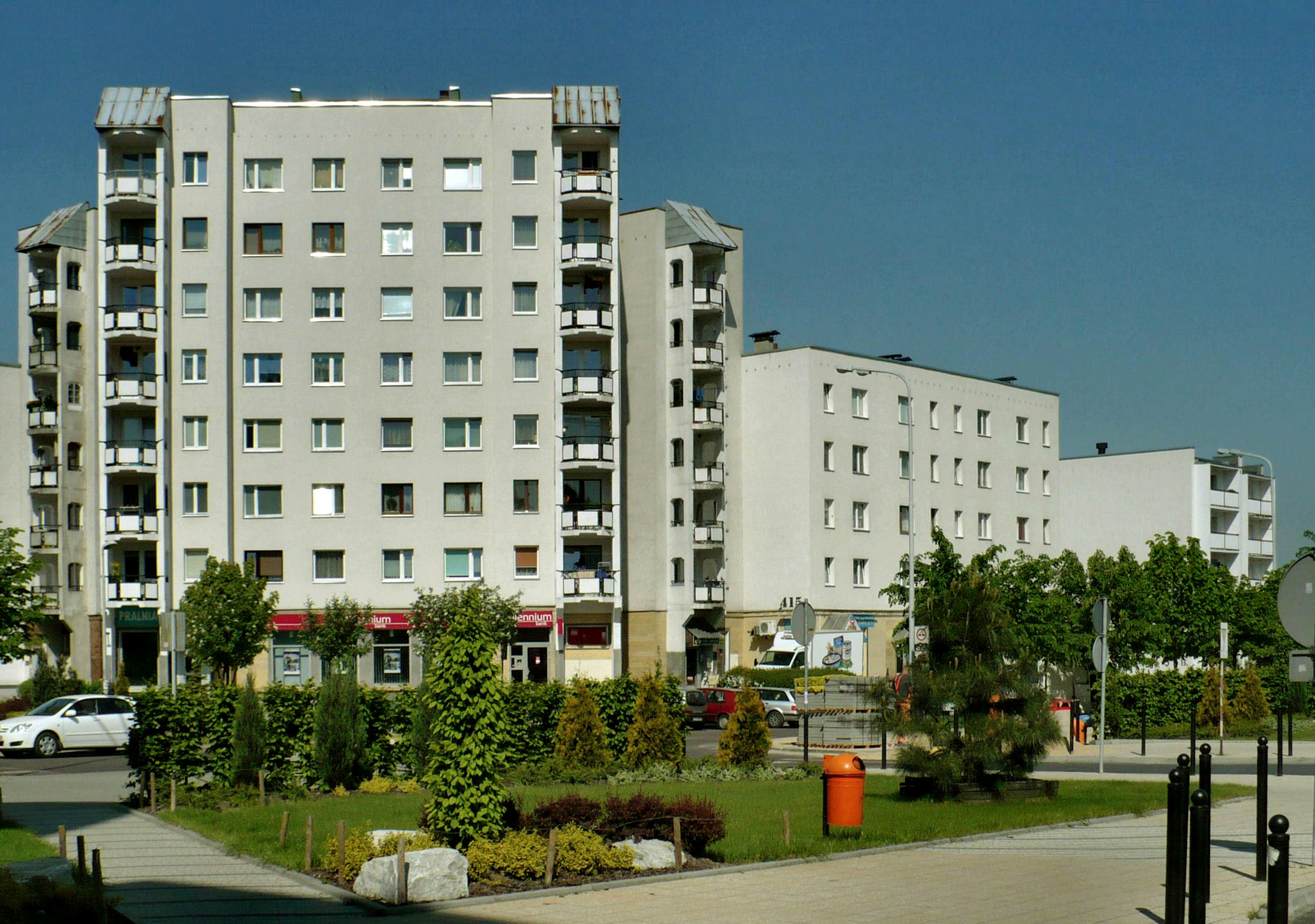
Blokowisko przy Placu Słonecznym na osiedlu Radogoszcz Wschód.

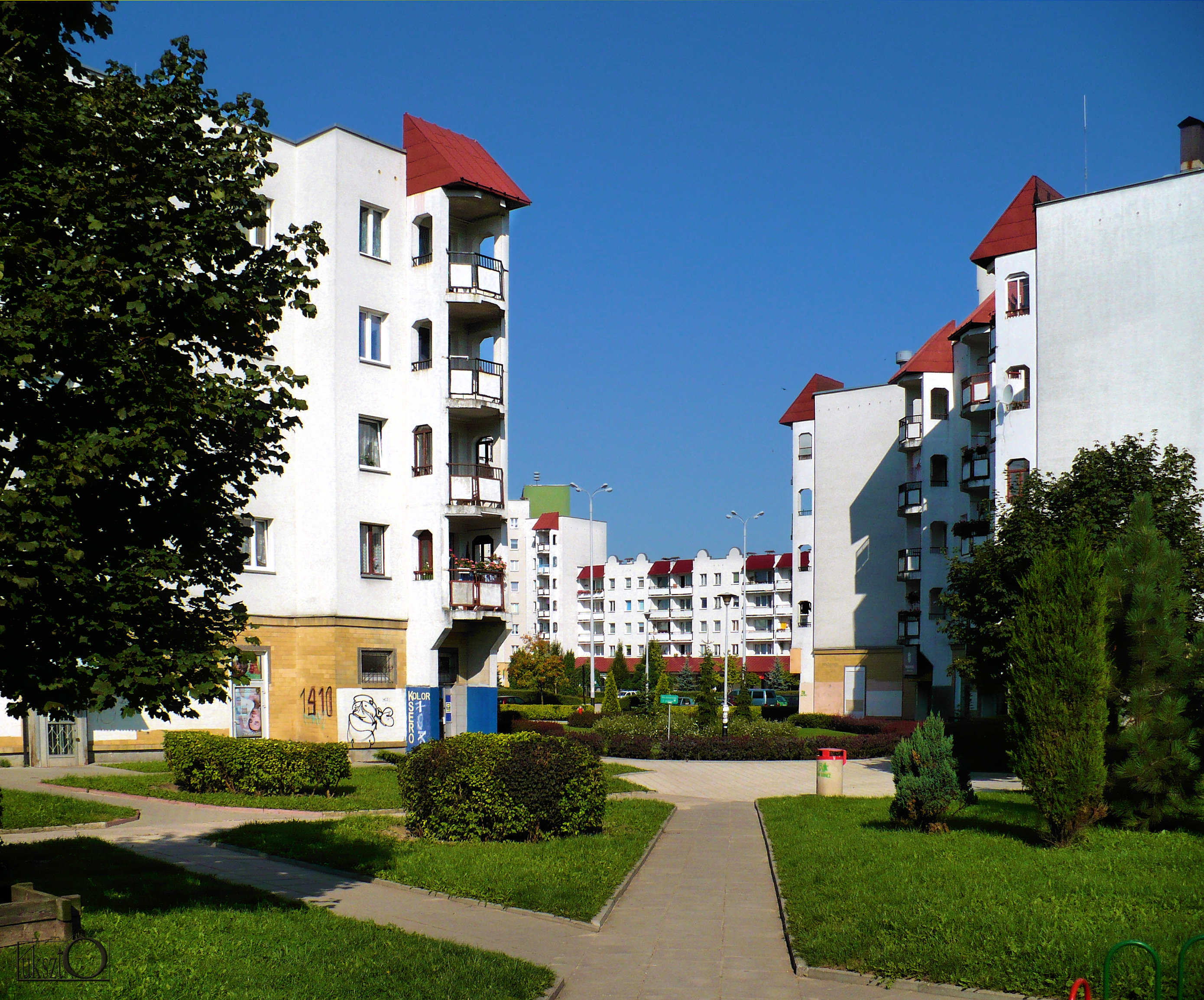
Blokowisko na osiedlu Radogoszcz-Wschód.

## Charakter osiedla
Główną część osiedla Radogoszcz stanowią dwa duże blokowiska powstałe w latach 80. XX wieku oddzielone ulicą Zgierską:
- Radogoszcz Wschód – powstałe na bagnistych terenach, gdzie dawniej znajdowała się cegielnia, po której były ruiny, dziś jednak znajduje się park miejski. Osiedle znajduje się na wschód od ulicy Zgierskiej i jest otoczone ulicą Świtezianki. Centralny punkt osiedla stanowi Plac Słoneczny. Pierwsze budynki, które powstały po wschodniej stronie Radogoszcza tworzyły osiedle Sitowie, które po upadku pierwszej spółdzielni mieszkaniowej na Radogoszczu zostało przyłączone do nowej spółdzielni – Radogoszcz Wschód.[potrzebny przypis]
- Radogoszcz Zachód – powstałe po zachodniej stronie ulicy Zgierskiej, otoczone ulicami 11 Listopada i Okulickiego. Osiedle jest mniejsze od Radogoszcza Wschód. Na osiedlu blisko 60 budynków wyposażonych jest w kolektory słoneczne ocieplające wodę wodociągową[11].

Na północ od dwóch wielkich blokowisk znajduje się Helenówek – niewielkie osiedle składające się w dużej mierze z domków jednorodzinnych.
Blokowiska są oddzielone od południowej części osiedla pasmem nieużytków oraz rzeką Brzozą, wypływającą z rejonu ulicy Bema. W południowej części osiedla, na południe od Alei Sikorskiego znajduje się osiedle domów jednorodzinnych Liściasta wzdłuż ulicy Liściastej. Jego dalszy ciąg znajduje się na wschód Alei Włókniarzy, gdzie dominuje zabudowa szeregowa.

### Handel
Na terenie osiedla Radogoszcz Wschód funkcjonuje niewielka galeria handlowa Vis a Vis oraz market budowlany Castorama. Ponadto w centralnej części osiedla znajduje się Plac Słoneczny, wokół którego rozwinęło się skupisko sklepów na wzór rynku. Ponadto na terenie całego osiedla działa wiele mniejszych sklepików i marketów, m.in. sieci Biedronka i Netto.

### Oświata
Na osiedlach Radogoszcz Wschód i Radogoszcz Zachód funkcjonują przedszkola, zarówno prywatne jak i publiczne, a także trzy szkoły podstawowe:
- Szkoła Podstawowa nr 122 im. Polskich Podróżników
- Szkoła Podstawowa nr 184 im. Ludwika Waryńskiego
- Szkoła Podstawowa nr 206 im. Łódzkich Włókniarek

Ponadto na terenie osiedla funkcjonuje Zespół Szkół Ogólnokształcących nr 4 z XLII Liceum Ogólnokształcącym im. Ireny Sendlerowej.

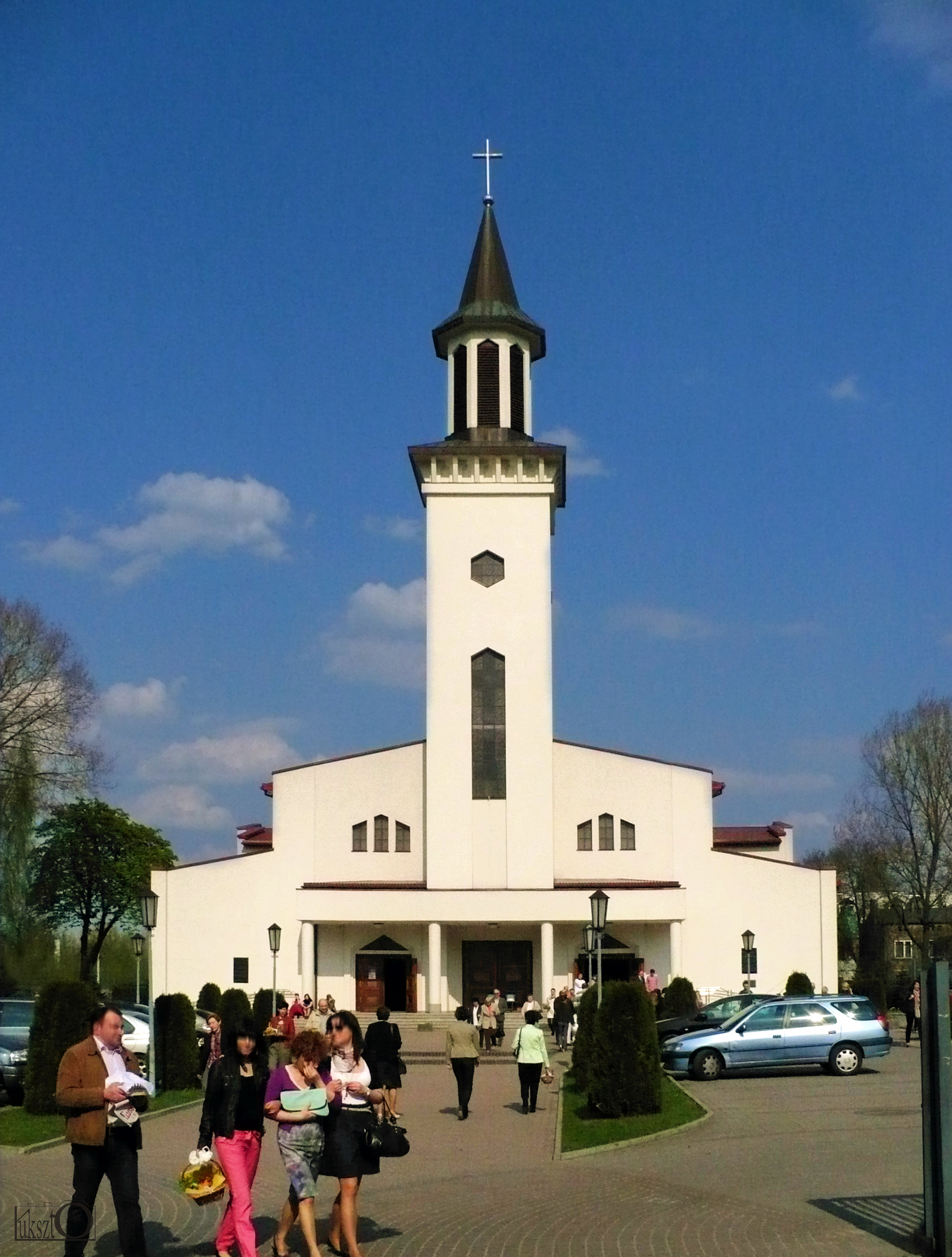
Kościół pw. Najświętszej Maryi Panny Królowej Polski na osiedlu Radogoszcz Zachód.

### Parki i przyroda
Na osiedlu Radogoszcz znajduje się jeden park: Park nad Sokołówką położony nad rzeką Sokołówką z dwoma stawami na tej rzece oraz Psim parkiem na osiedlu Liściasta; oraz jeden duży skwer – tzw. Skwer Pstrąga na osiedlu Radogoszcz Wschód.
Przez osiedle przepływa rzeka Sokołówka oraz jej dopływ – Brzoza. W dolinach tych rzek utworzono trzy użytki ekologiczne chroniące nadrzeczne lasy łęgowe i olsy: Mokradła Brzozy, Międzyrzecze Sokołówki i Brzozy oraz Olsy na Żabieńcu.

### Religia
Na terenie osiedla znajdują się cztery kościoły parafialne:
- Kościół pw. Opieki św. Józefa i Matki Bożej z Góry Karmel na osiedlu Liściasta;
- Kościół pw. Najświętszej Maryi Panny Królowej Polski na osiedlu Radogoszcz Zachód;
- Kościół pw. Najświętszego Sakramentu na osiedlu Radogoszcz Wschód;
- Kościół pw. Matki Bożej Pocieszenia na osiedlu Helenówek.

### Komunikacja

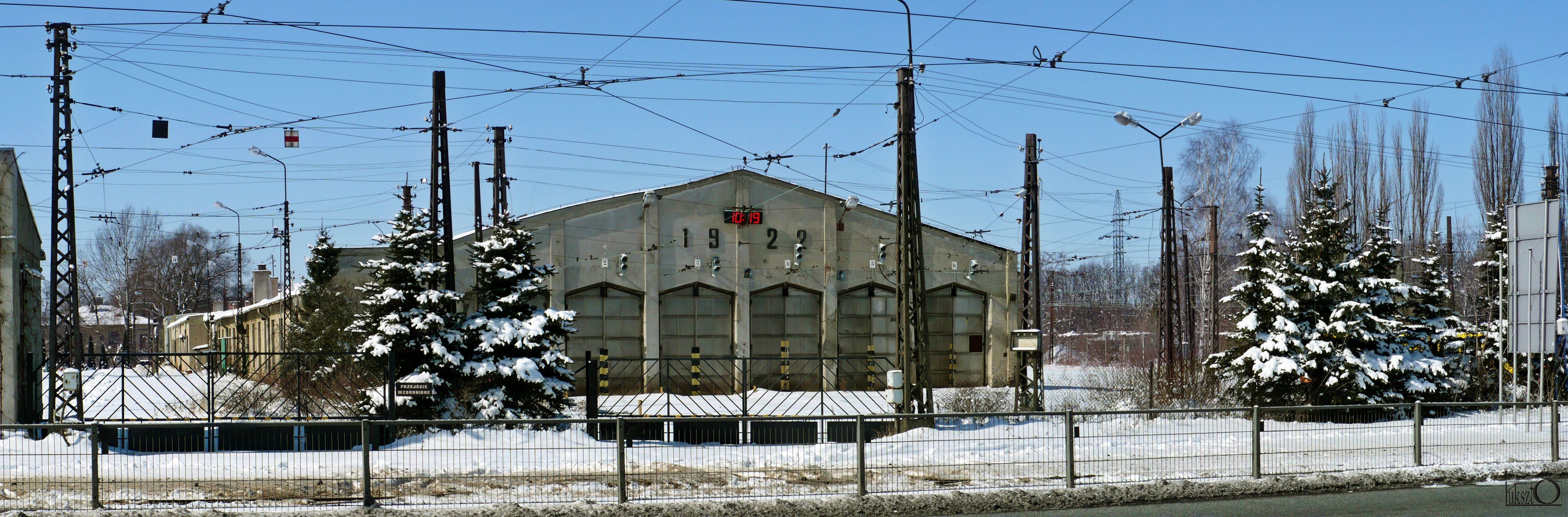
Dawna zajezdnia tramwajowa na osiedlu Helenówek.

W południowej części osiedla znajduje się jeden z najważniejszych węzłów komunikacyjnych w Łodzi – rondo mjr Alfreda Michała Biłyka. Krzyżują się tam drogi krajowe nr 91 i nr 72 wraz z najważniejszą ulicą o osi północ-południe w centrum Bałut – ulicą Zgierską, która jest jednocześnie główną drogą wylotową z Łodzi na Zgierz oraz dalej na węzły Emilia i Zgierz na Autostradzie A1.
Na osiedlu Radogoszcz Zachód przy ulicy 11 Listopada znajduje się przystanek kolejowy Łódź Radogoszcz Zachód na linii nr 15, pomiędzy stacją Łódź Żabieniec i stacją Zgierz. Zatrzymują się tam m.in. pociągi Łódzkiej Kolei Aglomeracyjnej. Ponadto w roku 2019 rozpoczęła się budowa przystanku Łódź Radogoszcz Wschód po przeciwnej stronie osiedla na linii nr 16 na wysokości ulicy Kreciej pomiędzy przystankiem Łódź Arturówek i stacją Zgierz.
Wzdłuż ulicy Zgierskiej znajduje się torowisko tramwajowe, będące częścią Łódzkiego Tramwaju Regionalnego. Przed zamknięciem torowiska w Zgierzu na odcinku Zgierz – Ozorków kursowała tędy podmiejska linia tramwajowa 46 do Ozorkowa. Obecnie trasa kończy się na pętli Helenówek tuż przy dawnej zajezdni tramwajowej o tej samej nazwie. Kursują tędy także linie tramwajowe: 11, 19 i 45.
Komunikację autobusową na osiedlu obsługują linie MPK: 59, 65 (warianty A i B), 73, 89, 99 oraz linie nocne: N2 i N5 (warianty A i B).